# Lega Nazionale A 1999 (football americano)
La Lega Nazionale A 1999 è stata la 14ª edizione del campionato di football americano di primo livello, organizzato dalla SAFV.

## Squadre partecipanti
| Club                 | Città     | Stadio | Sponsor ufficiale | Risultato nella stagione 1998 |
| -------------------- | --------- | ------ | ----------------- | ----------------------------- |
| Basilisk Meanmachine | Basilea   |        |                   | Semifinalisti                 |
| Gladiators Pratteln  | Pratteln  |        |                   | Campioni LNB                  |
| Bienna Jets          | Bienne    |        |                   | Quinto posto                  |
| Landquart Broncos    | Igis      |        |                   | Finalisti                     |
| Seaside Vipers       | San Gallo |        |                   | Vincitori XIII Swiss Bowl     |
| Zürich Renegades     | Zurigo    |        |                   | Semifinalisti                 |

## Stagione regolare

### Calendario

#### 1ª giornata
| 11 aprile 1999 | Zürich Renegades | 0 – 14 | Gladiators Pratteln |  |

| 11 aprile 1999 | Seaside Vipers | 35 – 6 | Basilisk Meanmachine |  |

| 11 aprile 1999 | Landquart Broncos | 50 – 0 | Bienna Jets |  |

#### 2ª giornata
| 18 aprile 1999 | Basilisk Meanmachine | 8 – 0 | Gladiators Pratteln |  |

#### 3ª giornata
| 25 aprile 1999 | Landquart Broncos | 28 – 12 | Gladiators Pratteln |  |

| 25 aprile 1999 | Bienna Jets | 12 – 52 | Basilisk Meanmachine |  |

#### 4ª giornata
| 2 maggio 1999 | Seaside Vipers | 35 – 7 | Zürich Renegades |  |

| 2 maggio 1999 | Basilisk Meanmachine | 8 – 12 | Landquart Broncos |  |

#### 5ª giornata
| 9 maggio 1999 | Gladiators Pratteln | 14 – 20 | Bienna Jets |  |

| 9 maggio 1999 | Seaside Vipers | 21 – 3 | Landquart Broncos |  |

#### 6ª giornata
| 16 maggio 1999 | Bienna Jets | 38 – 22 | Gladiators Pratteln |  |

| 16 maggio 1999 | Landquart Broncos | 6 – 0 | Zürich Renegades |  |

#### 7ª giornata
| 24 maggio 1999 | Landquart Broncos | 14 – 16 | Seaside Vipers |  |

#### 8ª giornata
| 30 maggio 1999 | Basilisk Meanmachine | 20 – 14 | Zürich Renegades |  |

| 30 maggio 1999 | Seaside Vipers | 51 – 20 | Bienna Jets |  |

| 30 maggio 1999 | Gladiators Pratteln | 0 – 30 | Landquart Broncos |  |

#### 9ª giornata
| 6 giugno 1999 | Zürich Renegades | 20 – 12 | Bienna Jets |  |

| 6 giugno 1999 | Gladiators Pratteln | 12 – 14 | Basilisk Meanmachine |  |

#### 10ª giornata
| 13 giugno 1999 | Bienna Jets | 19 – 13 | Zürich Renegades |  |

| 13 giugno 1999 | Gladiators Pratteln | 14 – 47 | Seaside Vipers |  |

#### 11ª giornata
| 20 giugno 1999 | Bienna Jets | 8 – 65 | Seaside Vipers |  |

| 20 giugno 1999 | Zürich Renegades | 0 – 34 | Landquart Broncos |  |

### Classifica
La classifica della regular season è la seguente:
- PCT = percentuale di vittorie, G = partite giocate, V = partite vinte, P = partite perse, PF = punti fatti, PS = punti subiti
- La qualificazione ai playoff è indicata in verde

| Pos. | Squadra              | PCT   | G | V | P | PF  | PS  |
| ---- | -------------------- | ----- | - | - | - | --- | --- |
| 1    | Seaside Vipers       | 1.000 | 7 | 7 | 0 | 270 | 72  |
| 2    | Landquart Broncos    | .750  | 8 | 6 | 2 | 177 | 57  |
| 3    | Basilisk Meanmachine | .571  | 7 | 4 | 3 | 116 | 118 |
| 4    | Bienna Jets          | .375  | 8 | 3 | 5 | 129 | 287 |
| 5    | Zürich Renegades     | .250  | 8 | 2 | 6 | 87  | 148 |
| 6    | Gladiators Pratteln  | .125  | 8 | 1 | 7 | 88  | 185 |

## Playoff

### Tabellone
|  | Semifinali | Semifinali           | Semifinali |                   |   | XIV Swiss Bowl | XIV Swiss Bowl | XIV Swiss Bowl |  |
|  |            |                      |            |                   |   |                |                |                |  |
|  | 1          | Seaside Vipers       | 64         |                   |   |                |                |                |  |
|  | 1          | Seaside Vipers       | 64         |                   |   |                |                |                |  |
|  | 4          | Bienna Jets          | 7          |                   |   |                |                |                |  |
|  | 4          | Bienna Jets          | 7          |                   | 1 | Seaside Vipers | 16             |                |  |
|  |            |                      |            |                   | 1 | Seaside Vipers | 16             |                |  |
|  |            |                      | 2          | Landquart Broncos | 7 |                |                |                |  |
|  | 3          | Basilisk Meanmachine | 2          | Landquart Broncos | 7 | 0              |                |                |  |
|  | 3          | Basilisk Meanmachine |            |                   |   |                |                |                |  |
|  | 2          | Landquart Broncos    | 24         |                   |   |                |                |                |  |

### Semifinali
| 27 giugno 1999 | Seaside Vipers | 64 – 6 | Bienna Jets |  |

| 27 giugno 1999 | Landquart Broncos | 24 – 0 | Basilisk Meanmachine |  |

### XIV Swiss Bowl
| Coira 4 luglio 1999 | Seaside Vipers | 16 – 7 | Landquart Broncos |  |

## Verdetti
- Seaside Vipers Campioni di Svizzera 1999